# Verfassung der Republik Kosovo
Die Verfassung der Republik Kosovo (albanisch Kushtetuta e Republikës së Kosovës, serbisch Устав Републике Косово Ustav Republike Kosovo) trat am 15. Juni 2008 in Kraft, nachdem der Staat am 17. Februar 2008 seine Unabhängigkeit erklärt hatte. Die Souveränität des Kosovo ist international umstritten.

## Gliederung
Die Verfassung des Kosovo gliedert sich in 14. Kapitel:
- I. Grundlegende Bestimmungen
- II. Elementare Grundrechte und Freiheiten
- III. Rechte der Gemeinschaften und ihrer Mitglieder
- IV. Die Versammlung der Republik Kosovo
- V. Der Präsident der Republik Kosovo
- VI. Die Regierung der Republik Kosovo
- VII. Justizsystem
- VIII. Verfassungsgericht
- IX. Wirtschaftliche Beziehungen
- X. Lokale Regierung und territoriale Organisation
- XI. Abschnitt Sicherheit
- XII. Unabhängige Institutionen
- XIII. Abschließende Bestimmungen
- XIV. Übergangsbestimmungen

## Grundlegende Bestimmungen
Artikel eins der Verfassung definiert den Kosovo als Republik sowie als unabhängigen, souveränen, einzigen, demokratischen, und unteilbaren Staat. Die Souveränität des Kosovo wird auch in Artikel zwei nochmals ausführlich geregelt und als Volkssouveränität statuiert. Die Gleichheit vor dem Gesetz wird ebenso garantiert wie die Gewaltenteilung, die Unabhängigkeit der Gerichtsbarkeit und die Gleichberechtigung der Geschlechter. Die Flagge und das Wappen des Kosovo sollen laut Verfassung den multiethnischen Charakter des Landes widerspiegeln. Als Grundlage der Verfassungsordnung werden Freiheit, Frieden, Demokratie, Gleichheit, Achtung der Menschenrechte und -freiheiten und der Herrschaft des Gesetzes, Nichtdiskriminierung, das Recht auf Eigentum, der Schutz der Umwelt, soziale Gerechtigkeit, Pluralismus, Gewaltenteilung und die Marktwirtschaft genannt. Artikel acht erklärt den Kosovo zum säkularen Staat. Das religiöse Erbe wird geachtet. Der Kosovo bildet ein einheitliches Währungsgebiet, eine Zentralbank wird eingerichtet.

### Sprachen
Als offizielle Amtssprachen des Kosovo gelten Albanisch und Serbisch. Türkisch, Bosnisch und Romani werden auf lokaler Ebene als Amtssprachen zugelassen.

## Grundrechte
Die Verfassung garantiert die Einhaltung der Menschenrechte und anderer internationaler Konventionen zum Schutz derselben. Artikel 23 statuiert die Unantastbarkeit der Menschenwürde. Des Weiteren schützt die Verfassung das Recht auf Leben (Art. 25) und die persönliche Integrität (Art. 26), verbietet die Folter, grausame und unmenschliche Behandlung (Art. 27) sowie die Sklaverei und Zwangsarbeit (Art. 28), erklärt ein Recht auf Freiheit und Sicherheit (Art. 29), sichert Beschuldigten Rechte zu (Art. 30), garantiert ihnen ein faires und unparteiisches Verfahren (Art. 31) sowie Rechtsmittel (Art. 32), nimmt das Prinzip von Legalität und Verhältnismäßigkeit (Art. 33) sowie die Ne-bis-in-idem-Regelung auf (Art. 34), garantiert die Niederlassungsfreiheit (Art. 35), das Recht auf Privatsphäre (Art. 36), das Recht, zu heiraten und eine Familie zu gründen (Art. 37), Glaubens- und Gewissensfreiheit (Art. 38), den Schutz der Religionsgemeinschaften (Art. 39), Recht auf freie Meinungsäußerung (Art. 40), den Zugang zu öffentlichen Dokumenten (Art. 41), die Medienfreiheit (Art. 42), die Versammlungsfreiheit (Art. 43), die Koalitionsfreiheit (Art. 44), die Wahl- und Mitwirkungsfreiheit (Art. 45), das Recht auf Bildung (Art. 47), die Freiheit der Künste und der Wissenschaft (Art. 48), das Recht zu arbeiten und einen Beruf auszuüben (Art. 49), die Rechte der Kinder (Art. 50), die Rechte im Bereich Gesundheit und soziale Sicherheit (Art. 51) und erklärt die Verantwortung zum Schutz der Umwelt (Art. 52). Abschließend wird die Interpretation der Menschenrechte, die juristische Durchsetzbarkeit der Grundrechte sowie deren Einschränkung im Falle des Ausnahmezustandes geregelt (Art. 53, 54, 55).

## Staatsorgane

### Parlament
Das Parlament der Republik Kosovo ist das Legislativorgan des Landes. Es besteht aus 120 Sitzen, von denen 20 für Vertreter der Minderheiten reserviert sind und nicht mit dem übrigen Wahlergebnis verrechnet werden. Davon sind den Serben zehn Sitze garantiert. Den Roma, Aschkali und Ägyptern steht zumindest je ein Sitz zu sowie ein weiterer Sitz für diejenige der drei Gruppen mit dem höchsten Stimmenanteil. Drei Sitze sind den Bosniern, zwei den Türken sowie einer den Goranen garantiert. Verfassungsänderungen bedürfen der Zweidrittelmehrheit aller Stimmen inklusive zweier Drittel der Stimmen der Minderheitenvertreter. Das Präsidium besteht aus einem Präsidenten und zwei Stellvertretern. Letztere müssen einer Minderheit angehören. Die Versammlung soll geschlechtergerecht besetzt werden, genaue Ausführungen dazu gibt es nicht. Das Wahlalter liegt bei 18 Jahren. Die Sitzungen des Parlaments sind öffentlich.

### Präsident
Der Präsident des Kosovo wird durch die Versammlung in geheimer Abstimmung gewählt. Das passive Wahlalter liegt bei 35 Jahren. In den ersten beiden Wahlgängen ist eine Zweidrittelmehrheit erforderlich, im dritten Wahlgang treten die beiden stimmenstärksten Kandidaten gegeneinander an. Derjenige, der dann die Mehrheit der Stimmen auf sich vereinen kann, gilt als gewählt. Wird niemand gewählt findet der nächste Wahlgang erst wieder nach 45 Tagen statt. Er garantiert das verfassungsgemäße Funktionieren des politischen Systems, schreibt Parlamentswahlen aus, kann Gesetze einmalig zurückweisen wenn er sie als schädlich erachtet, verkündet die Gesetze, führt die Außenpolitik, empfängt Diplomaten, ist Oberbefehlshaber der Sicherheitskräfte, schlägt dem Parlament den Premierminister vor und kann eine Verfassungsklage führen. Zudem kommen ihm weitere repräsentative Aufgaben und Ernennungsbefugnisse zu. Das Amt dauert fünf Jahre, unmittelbare Wiederwahl ist nur einmal zulässig. Der Präsident genießt Immunität, ist dem Parlament jedoch politisch verantwortlich.

### Regierung
Die Regierung wird vom Parlament gewählt, sie führt die Verwaltung. Der Premierminister wird dem Parlament vom Präsidenten zur Wahl vorgeschlagen, er wiederum schlägt seine Regierung zur Wahl vor. Er kann Minister ohne Zustimmung des Parlaments entlassen. Es besteht ein Amt eines Vizepremiers. Jeweils ein Minister muss der serbischen, ein weiterer einer anderen Minderheit angehören. Besteht die Regierung aus mehr als zwölf Mitgliedern muss ein dritter Minister einer Minderheit zugerechnet werden. Des Weiteren gehören mindestens zwei stellvertretende Minister der serbischen und zwei einer weiteren Minderheit an. Bei mehr als zwölf Regierungsmitgliedern kommt wiederum je ein dritter Posten für die Minderheiten hinzu. Die Regierung ist dem Parlament verantwortlich.

### Verfassungsgericht
Es besteht ein Verfassungsgericht mit neun Richtern. Diese müssen über eine zehnjährige einschlägige juristische Erfahrung verfügen. Sie werden vom Präsidenten dem Parlament zur Wahl vorgeschlagen und versehen eine einmalige neunjährige Amtszeit. Die Wahl erfordert grundsätzlich das Zustandekommen einer Zweidrittelmehrheit. Der Präsident und der Vizepräsident des Gerichts werden in geheimer Abstimmung durch die Richter des Gerichts gewählt, ihre Amtszeit beträgt drei Jahre. Die Entscheidungen des Gerichts sind bindend. Die Richter können vom Präsidenten mit Zustimmung des Parlaments – wiederum mit Zweidrittelmehrheit – entlassen werden. Sie genießen politische Immunität.

## Verfassungsänderungen 2011
Am 16. April 2011 wurden zwei Parlamentskommissionen eingerichtet. Die eine soll das Wahlgesetz reformieren, um künftige Wahlmanipulationen zu verhindern, während die andere das Verfahren der Präsidentenwahl regelt. Künftig soll der Präsident direkt vom Volk gewählt werden. Die genannten Änderungen sind Ergebnisse der im März 2011 vereinbarten Abmachung der PDK, LDK und AKR, die als Lösung der „Präsidentenkrise“, die nach Behgjet Pacollis Rücktritt erfolgte, gesehen wird. An der Kommission beteiligt sich zudem die Opposition, allen voran die Allianz für die Zukunft Kosovos und die Vetëvendosje!.